# Prämienkalkulation
Als Prämienkalkulation (oder Beitragskalkulation) wird im Versicherungswesen und in der Versicherungsbetriebslehre eine Kalkulation bezeichnet, die der Ermittlung der für die Gewährung des Versicherungsschutzes benötigten Versicherungsprämien dient.

## Allgemeines
Die von einem Versicherungsunternehmen erbrachte Dienstleistung „Versicherungsschutz“ ist ein komplexes Finanzprodukt, das sich erst dann konkretisiert, wenn der Versicherungsfall eingetreten ist und der Versicherer Schäden reguliert oder fällige Versicherungssummen ausbezahlt. Entsprechend kompliziert ist – auch im Vergleich zu anderen Wirtschaftszweigen – die Preisbildung im Versicherungswesen. Grund ist insbesondere die Verschiedenartigkeit der Versicherungsarten (Krankenversicherung, Lebensversicherung, Sachversicherung), denen unterschiedliche versicherte Ereignisse (Krankheit, Personen- oder Sachschaden, Tod, Unfall) und unterschiedliche Eintrittswahrscheinlichkeiten zugrunde liegen. Um die Eintrittswahrscheinlichkeit dieser Ereignisse zu messen, wird die Versicherungsmathematik einschließlich Wahrscheinlichkeitsrechnung eingesetzt. Diese wird durch angestellte Aktuare umgesetzt.
Die Prämienkalkulation ist die systematische Ermittlung und Kalkulation von Versicherungsprämien und stellt eine Kombination von versicherungsmathematischen Berechnungen für die Risikoprämie und betriebswirtschaftlichen Überlegungen für die Ertragskomponente dar. Die Versicherungsprämie ist der Preis, den ein Versicherungsnehmer für den Risikotransfer innerhalb eines festgelegten Zeitraums zu entrichten hat. In diesem Sinne ist die Prämienkalkulation eine Preiskalkulation.
Die Prämienkalkulation muss zahlreiche Wahrscheinlichkeitsverteilungen von Schäden übernehmen, so dass sich die Risiken im Kollektiv und im Zeitablauf ausgleichen. Jeder Versicherungsnehmer zahlt eine Versicherungsprämie für das Kollektiv ein, aus den gesamten Prämieneinnahmen werden dann die Schäden einzelner Versicherungsnehmer übernommen.

## Rechtsgrundlage
Weder die Richtlinie 2009/138/EG vom 25. November 2009 betreffend die Aufnahme und Ausübung der Versicherungs- und der Rückversicherungstätigkeit (Solvabilität II) noch das Versicherungsaufsichtsgesetz (VAG) sehen einen allgemeinen Grundsatz vor, wonach Versicherungsprämien stets auf versicherungsmathematischer Grundlage risikoadäquat kalkuliert werden müssen, solange die Solvabilitätsanforderungen der §§ 74 ff. VAG und andere Vorgaben eingehalten werden. Doch finden sich zahlreiche Vorschriften, in denen auf „versicherungsmathematische Methoden zur Berechnung der Prämien“ (§ 160 Nr. 1 VAG) verwiesen wird. „Anerkannte Regeln der Versicherungsmathematik“ (so in § 4 Abs. 1 AktuarV) bedeutet, dass eine herrschende Meinung unter Experten bestehen muss.
Versicherungsaufsichtsrechtliche Vorschriften gibt es lediglich für die Lebensversicherung, substitutive Krankenversicherung und Unfallversicherung. In der gesamten Schadensversicherung gibt es dagegen für die Prämienkalkulation und Preisgestaltung keine größeren Restriktionen. Jedes Lebensversicherungsunternehmen hat nach § 141 VAG einen Verantwortlichen Aktuar zu bestellen, dessen Aufgabe insbesondere darin besteht, sicherzustellen, dass bei der Berechnung der Prämien und der Deckungsrückstellungen die Grundsätze des § 138 HGB und des § 341f HGB sowie die Grundsätze der aufgrund des § 88 Abs. 3 VAG erlassenen Rechtsverordnung eingehalten werden; dabei muss er die Finanzlage des Unternehmens insbesondere daraufhin überprüfen, ob die dauernde Erfüllbarkeit der sich aus den Versicherungsverträgen ergebenden Verpflichtungen jederzeit gewährleistet ist. Dies gilt nach § 156 VAG auch für die Krankenversicherung.

## Bestandteile
Die Versicherungsprämie setzt sich aus zwei Faktoren zusammen:
- Risikoprämie ist der Betrag, der erforderlich ist, um die eingegangenen Leistungsverpflichtungen bei Eintritt des Versicherungsfalles erfüllen zu können. Dazu ist die Wahrscheinlichkeit zu errechnen, mit der das versicherte Risiko eintreten wird. Wahrscheinlichkeit bedeutet, dass bestimmte versicherte Ereignisse mit einer feststellbaren Regelmäßigkeit eintreffen können. Dabei ist folgende Gleichung zu berücksichtigen:[9]

{\displaystyle N\cdot P=T\cdot D}.
Die Anzahl der Versicherungen {\displaystyle N}, multipliziert mit den Versicherungsprämien pro Versicherungsvertrag {\displaystyle P} ist identisch mit der Zahl der Versicherungsfälle {\displaystyle T}, multipliziert mit der Leistung pro Versicherungsfall {\displaystyle D}.
Daraus ergibt sich die Risikoprämie
{\displaystyle P=T\cdot {\frac {\text{D}}{\text{N}}}}.
Die Schadenshäufigkeit (Schadenfrequenz, Schadenwahrscheinlichkeit) {\displaystyle {\frac {\text{T}}{\text{N}}}} oder Sterbewahrscheinlichkeit in der Lebensversicherung misst dabei die Anzahl der Schäden im Hinblick auf den gesamten Versicherungsbestand. Die Größe der Wahrscheinlichkeit liegt zwischen {\displaystyle 0} und {\displaystyle 1}. Bei {\displaystyle 0} ist überhaupt kein Versicherungsfall eingetreten, bei {\displaystyle 1} ist jede Versicherung durch einen Versicherungsfall betroffen.
- Kosten für den Versicherungsbetrieb: Sie sind als Betriebskostenanteil berücksichtigt. Zu den Betriebskosten im Versicherungsbetrieb gehören insbesondere Personalkosten, Materialkosten, Zinsaufwand, Kapitalkosten und ggf. Rückversicherungskosten.

Diese beiden wesentlichen Bestandteile werden bei der Prämienkalkulation wie folgt berücksichtigt:
```
    Nettoprämie
    + 
Sparanteil
 der kapitalbildenden Lebensversicherung
    + 
Sicherheitszuschlag

    + 
Betriebskostenanteil

    + 
Gewinnzuschlag

    - Abschlag für 
Kapitalertrag

    + 
Versicherungsteuer

    = Bruttoprämie
```

Die Nettoprämie ist aus Sicht der Risikopolitik eine Preisuntergrenze, so dass ein Sicherheitszuschlag hinzukommen muss, der sowohl die Zufallsschwankungen (Zufallsrisiko) in den Versicherungsleistungen (Schwankungszuschlag) als auch ein Kalkulationsrisiko berücksichtigt. Formal gilt:
```
  Nettoprämie
  + Sicherheitszuschlag
  = Risikoprämie
```

Die Risikoprämie deckt das voraussichtliche Schadensrisiko bei Eintritt des Versicherungsfalles ab, erreicht jedoch keine Kostendeckung.

## Grundlagen
Nach dem in der Versicherungsbetriebslehre geltenden Äquivalenzprinzip muss der versicherungstechnische Barwert der Nettoprämien {\displaystyle B_{N}} dem Barwert des geschätzten Schadensaufwands {\displaystyle B_{L}} entsprechen:
{\displaystyle B_{N}=B_{L}}.
Die Nettoprämie ist mit der erwarteten Schadensleistung identisch. Werden mithin mehr Versicherungsleistungen erbracht als an Nettoprämien vereinnahmt wurden, ist das Äquivalenzprinzip verletzt. In die erwartete Versicherungsleistung gehen neben den erwarteten Risikokosten auch Rückversicherungs- und Kapitalkosten ein.
Die Versicherung hat sowohl die Höhe einer einzelnen Versicherungsprämie (Prämienkalkulation) als auch die Höhe der gesamten Sicherheitsreserven für alle potenziellen Versicherungsleistungen und somit die über die Risikoprämien hinausgehenden Kapitalbedarfe zu bestimmen.

## Einzelne Versicherungsarten
Lebens- und Sachversicherungen unterscheiden sich kalkulatorisch vor allem durch den versicherten Zufall. Während bei Lebensversicherungen lediglich der Schadenszeitpunkt (Tod) dem Zufall unterliegt (die Versicherungssumme steht fest), ist bei Sachversicherungen auch die Schadenshöhe ein zu kalkulierender Zufall.

### Schadenversicherung
Bei Schadenversicherungen ist neben dem Schadenszeitpunkt auch die Schadenshöhe vom Zufall abhängig. Für die Kalkulation wird deshalb die Schadensversicherungsmathematik angewendet, die in die Prämienkalkulation der Risikoprämie einfließt. In der Schaden- und Unfallversicherung fließen die Prämien stets zu Beginn der Versicherungsperiode (positiver Cashflow), während negative Cashflows durch die Schadensabwicklung im Versicherungsfall entstehen. Hierfür gibt es Schadenrückstellungen in der Bilanz der Versicherungsunternehmen, denen Kapitalanlagen gegenüberstehen, die einen Kapitalertrag erbringen. Das Äquivalenzprinzip ist eingehalten, wenn die positiven Cashflows die negativen decken.

### Lebensversicherung
Die Prämien in der Lebensversicherung müssen nach § 138 Abs. 1 VAG unter Zugrundelegung angemessener versicherungsmathematischer Annahmen kalkuliert werden und so hoch sein, dass das Lebensversicherungsunternehmen allen seinen Verpflichtungen nachkommen und insbesondere für die einzelnen Versicherungsverträge ausreichende Deckungsrückstellungen bilden kann. Hierbei kann der Finanzlage des Versicherungsunternehmens Rechnung getragen werden, ohne dass planmäßig und auf Dauer Mittel eingesetzt werden dürfen, die nicht aus Prämienzahlungen stammen. Hierin ist das Äquivalenzprinzip berücksichtigt.

### Krankenversicherung
In der Krankenversicherung hat sich der Gesetzgeber der kalkulatorischen Ausgestaltung mit besonderem Detaillierungsgrad gewidmet, indem die versicherungsmathematischen Methoden zur Prämienkalkulation durch die Krankenversicherungsaufsichtsverordnung (KVAV) dezidiert – auch mit Formeln – vorgegeben werden. Das wird in der Krankenversicherungsmathematik berücksichtigt. Die Prämienberechnung hat gemäß § 10 Abs. 1 KVAV nach den anerkannten Regeln der Versicherungsmathematik für jede versicherte Person altersabhängig getrennt für jeden Tarif mit einem dem Grunde und der Höhe nach einheitlichen Leistungsversprechen unter Verwendung der maßgeblichen Rechnungsgrundlagen und einer nach Einzelaltern erstellten Prämienstaffel zu erfolgen. Jede Beobachtungseinheit eines Tarifs hat das Versicherungsunternehmen getrennt zu kalkulieren. Es dürfen nur risikogerechte Prämien kalkuliert werden. Dabei wird für die Bruttoprämie das Zillmer-Verfahren verwendet.
In der Krankenversicherung macht sich das Äquivalenzprinzip durch das Eintrittsalter, den Umfang der versicherten Leistungen und den Gesundheitszustand bemerkbar.

### Garantiezinsen
In der Personenversicherung müssen zudem die gegenüber dem Versicherungsnehmer ausgesprochenen Garantiezinsen berücksichtigt werden (Zinskalkulation). Der Garantiezins ist die im Versicherungsvertrag enthaltene Verpflichtung eines Lebensversicherers, einen bestimmten Mindestzins bei den vorhandenen Deckungsmitteln zu erzielen. Bei Lebensversicherungen ergibt sich der Höchstrechnungszins aus § 2 Deckungsrückstellungsverordnung (DeckRV), bei Krankenversicherungen aus § 4 Kalkulationsverordnung. Für die Prämienkalkulation wird unterstellt, dass sich die nach den Risikoprämien und Kostenzuschlägen verbleibenden Sparprämien mit dem bei der Kalkulation unterstellten Rechnungszins verzinsen.

## Wirtschaftliche Aspekte
Von den verschiedenen Kalkulationsverfahren ist bei Versicherungen die Zuschlagskalkulation vorzuziehen, wobei die Einzelkosten den Kostenträgern direkt zugerechnet und die Gemeinkosten mit Verteilungsschlüsseln und Zuschlagssätzen verrechnet werden.
Auf dem Versicherungsmarkt kann ein bestimmtes Risiko durch verschiedene Versicherungsunternehmen versichert werden, so dass Wettbewerb herrscht. Dieser Wettbewerb kann über die Versicherungsprämie ausgetragen werden, die als Preis auf dem Versicherungsmarkt anzusehen ist. Deshalb gilt auch auf diesem Teilmarkt, dass die Preisbildung von Angebot und Nachfrage abhängig ist. Niedrigere Prämien eines Versicherers könnten deshalb eine höhere Nachfrage durch Versicherungsnehmer auslösen und umgekehrt. Die auf risikoadäquaten und bedarfsgerechten Prämien (Preisdifferenzierung) aufbauende Tarif- und Prämienpolitik kann diese Wettbewerbsfragen durch Preispolitik umsetzen. Dabei ist zu berücksichtigen, dass die Markttransparenz vor allem durch Rabatte (Schadensfreiheitsrabatte) und Selbstbeteiligungen beeinträchtigt wird, da diese Preisnachlässe die Versicherungsprämien vermindern.
Für die Prämienkalkulation ist es wettbewerbsrechtlich zulässig, „Beobachtungen von Durchschnittskosten für die Deckung eines genau beschriebenen Risikos“ zu verwenden, beispielsweise überbetriebliche Sterbe- und Morbiditätstafeln und gemeinsame Schadenstatistiken, um eine gewisse Einheitlichkeit der kalkulierten Risikoprämien herbeizuführen. Ist entweder die Schadenshäufigkeit oder die Schadenquote sehr hoch, ist ein Risiko entweder nicht oder nur gegen sehr hohe Versicherungsprämien versicherbar.